# 玛丽亚·波亚尼·帕尼加蒂
玛丽亚·波亚尼·帕尼加蒂（義大利語：Maria Poiani Panigati，1982年3月17日—），意大利女子游泳运动员。她曾代表意大利参加2008年夏季残疾人奥林匹克运动会游泳比赛，获得女子50米自由泳S11级金牌。